# Catharina van Rennes
Catharina van Rennes (Utrecht, 2 augustus 1858 – Amsterdam 23 november 1940) was een Nederlandse componiste en zangpedagoge. Ze richtte zich in haar werk vooral op kinderen.

## Loopbaan
Haar opleiding ontving ze aan de Normaalschool van Utrecht, een opleiding van de Maatschappij tot Bevordering der Toonkunst. Ze studeerde daar bij Richard Hol, Johannes Messchaert en Theo van der Wurff. Bij de laatste slaagde ze in 1883 voor piano-onderwijs en in 1884 voor solozang en zangonderwijs. Daarna maakte ze carrière als sopraanzangeres in oratoria. Ze werd vooral geprezen voor haar Schumann-vertolkingen. Ook zong ze in De Schipbreuk, een cantate van Johan Wagenaar naar een gedicht van De Schoolmeester.
In 1887 werd ze, tegen haar verwachting in, bij het vertrek van Richard Hol niet aangenomen als zanglerares aan de Toonkunst-Muziekschool in Utrecht. Daarom stichtte ze haar eigen zangschool voor kinderen 'Bel Canto' om zo de kinderzang op een hoger peil te krijgen. In verschillende steden kreeg 'Bel canto' dependances. Ze ontwikkelde een eigen onderwijsmethode, die gericht was op zelfwerkzaamheid en creativiteit. Zij sloot aan op spontane uitingen, waarvan zij de beste optekende in 't Rooie Boekje. Tot haar leerlingen behoorden prinses Juliana, Antoinette van Dijk en Jo Vincent.
Catharina van Rennes was bevriend met componiste Hendrika van Tussenbroek, werkte samen met tekstdichteres en zangpedagoge Anna Fles, schreef muziek voor tekstdichteressen Jacoba Mossel en Agatha Snellen en schreef voor het kindermaandblad Ons Thuis van Henriëtte Dietz en Katharina Leopold. Voor haar 'klaviersprookjes' werkte ze samen met bekende illustratoren als L.W.R. Wenckebach en Berhardina Midderigh-Bokhorst. Met Nelly Bodenheim  in Silhouetten, op muziek gezette gedichten van Freia, een pseudoniem van Jan Dirk Christiaan van Dokkum.

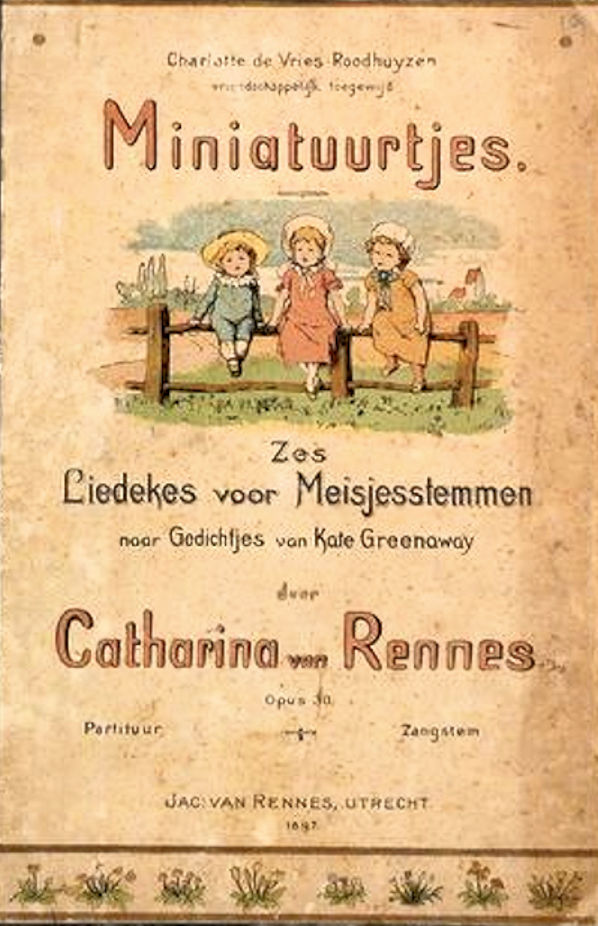
Drie kleine kleutertjes zaten op een hek werd in 1897 in deze bundel voor het eerst gepubliceerd

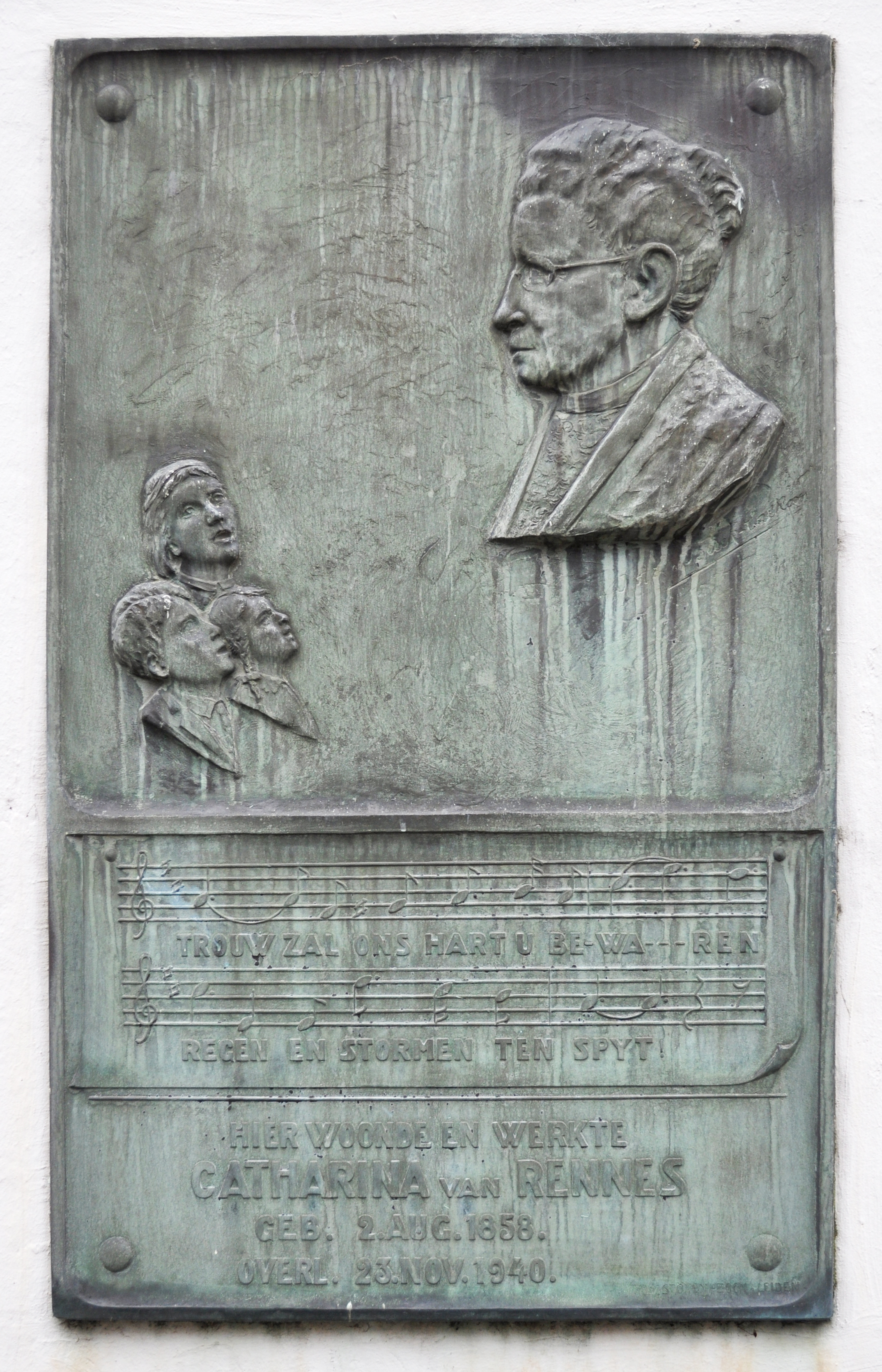
Bronzen gedenkplaat op het voormalige woonhuis en de zangschool van Catharina van Rennes in de Brigittenstraat in Utrecht. Ontwerp: Bella van Beeck Calkoen

In totaal componeerde ze meer dan 150 liederen en die werden in verschillende bundels uitgegeven. Een van haar bekendste kinderliedjes is Een babbeltje, beter bekend als Drie kleine kleutertjes die zaten op een hek. Dit van oorsprong Engelse gedichtje,Three little girls were sitting on a rail, van de illustrator Kate Greenaway werd door Van Rennes vertaald en op muziek gezet. Tot de bekendere liederen die ze componeerde behoren ook Het Angelus klept in de verte  (op. 5 nr. 1), de liederencyclus Schwalbenflug op. 59 voor sopraan, mezzosopraan en piano, Kwartetten op. 24 voor sopraan, twee mezzosopranen, alt en piano, Van 't kinderlied naar 't kabaret en de door haar op muziek gezette Kleengedichtjes van Guido Gezelle. Verschillende van haar liederen werden opgenomen in de populaire liedbundel Kun je nog zingen, zing dan mee (1906) en in het daarvan afgeleide kinderliedboek Kun je nog zingen, zing dan mee! Voor jonge kinderen (1912).
Ook had ze samen met Jacoba Mossel en Hendrika van Tussenbroek in 1920 de bundel Ons Lied samengesteld, een vrijzinnige bundel voor de zondagsschool.
Een half jaar na haar overlijden, op 24 mei 1941 werd in de gevel van haar voormalige woonhuis en zangschool in de Brigittenstraat in Utrecht een bronzen gedenkplaat met haar afbeelding geplaatst. Op de plaat, ontworpen door Bella van Beeck Calkoen, staat de tekst: 'Trouw zal ons hart u bewaren / Regen en stormen ten spyt / Hier woonde en werkte Catharina van Rennes / Geb. 2 aug. 1858 / Overl. 23 nov. 1940". De aangehaalde dichtregels zijn afkomstig uit Zonnelied, waarvoor Anna Fles de tekst schreef en Van Rennes de muziek. Het lied was eerder gepubliceerd in de bundel Kun je nog zingen, zing dan mee.

Affiche voor uitvoeringen van haar Oranje-Nassau cantate, Utrecht, 1898.
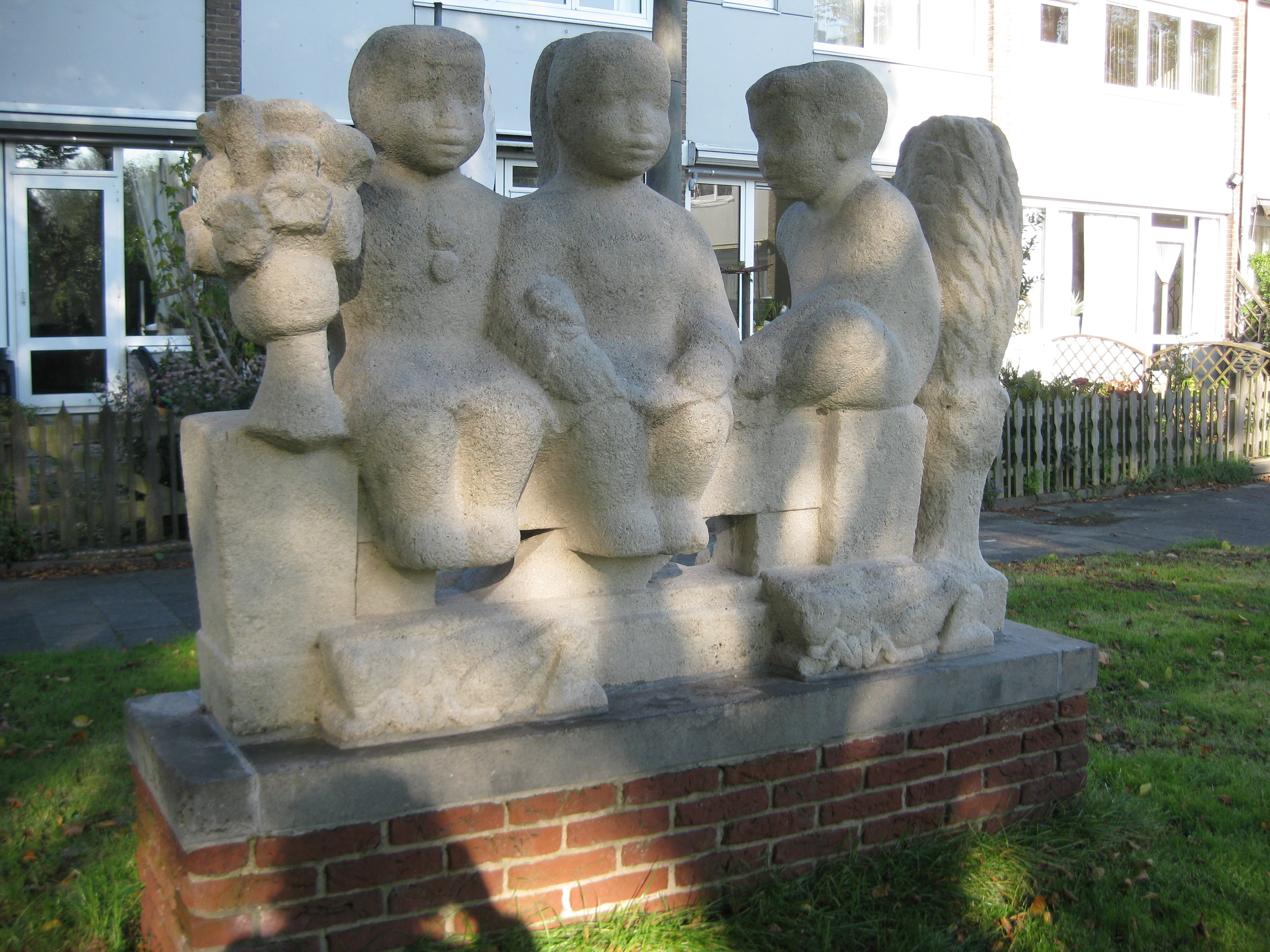
Drie kleine kleutertjes van Joop Hilbers in Amsterdam

## Werken
- Op. 1: Voorjaarsbloemen: Een bundeltje van 12 Kinderliedjes
- Op. 2: Twee verjaringsliederen. Moeders jaardag. Woorden van Anna Fles
- Op. 3: Twee verjaringsliederen. Vaders verjaardag (voor 3 of meer kinderen)
- Op. 4: Jong-Holland. Eenstemmige kinderliederen met pianobegeleiding (1886)
- Op. 5: Lenteleven. 5 tweestemmige liederen met pianobegeleiding = Frühlingszauber 5 zweistimmige Lieder mit Klavierbegleitung. Deutsche Übersetzung von Eldar
- Op. 6: Drie liederen met pianobegeleiding: Hollandsche en Duitsche tekst
- Op. 7: Abschiedsklänge. 3 Lieder für eine tiefe Stimme
- Op. 8: Drie liederen met pianobegeleiding: Zonnelied, Verraden, Nacht (Met een Duitsche uitg. van Zonnelied)
- Op. 9: Kerstcantate voor tweestemmig vrouwen- of kinderkoor met pianobegeleiding; woorden van Jacoba Mossel
- Op. 10: Vier Terzetten, a capella
- Op. 11: Meizoentjes I en II, 12 kinderliederen
- Op. 12: Moederlied
- Op. 13: Im Freien: 8 Duette für Sopran und Alt
- Op. 14: Drie liederen met pianobegeleiding: Nachtegaal, Twee bloemkens, Annie
- Op. 15: Levenslust: 6 Tweestemmige Kinderliederen met pianobegeleiding
- Op. 16; Jubelliedje (Willemsfonds)
- Op. 17: Jongenskoren en Matrozenlied: “Een deugniet” (niet in den handel)
- Op. 18: De schoonste Feestdag: Kleine Cantate voor een en meerstemmig Kinderkoor, sopraansolo en piano
- Op. 19: Lieder für tiefe Stimme
- Op. 20: Drie Hollandsche liederen
- Op. 21: Windekelken. Zes liedekes voor meisjesstemmen met begeleiding van pianoforte
- Op. 22: Zonnetje (Willemsfonds)
- Op. 23: Vlindervlucht I en II: 12 Kinderliederen met Pianobegeleiding (1894)
- Op. 24: Drei Quartette für Frauenstimmen
- Op. 25: Tweezang naar 't Hoogduitsch door A.F.  Duet voor sopraan en bariton of alt
- Op. 26: Twee Hollandsche liederen: Als uw geluk een bloem was, Out lieken
- Op. 27: Avond-cantate, voor driestemmig vrouwenkoor en altsolo met piano (I.H. Hooijer)
- Op. 28: Oud-Holland: Valerius-liederen, I driestemmig, II vier- en vijfstemmig
- Op. 29: Alt-Böhmisches Weihnachtslied, Frauenchor a capella
- Op. 30: Miniatuurtjes. Zes liedekens voor meisjestemmen naar gedichtjes van Kate Greenaway
- Op. 31: Vaak als vergeefs naar ruste
- Op. 32: Een Kunststukje (Nederl. Muziekkal. 1898)
- Op. 33: Oranje-Nassau-Cantate voor meerstemmig kinderkoor
- Op. 34: Op vleugelen van verlangen (Sopr. Of Ten.)
- Op. 35: Herfstgeneurie
- Op. 36: Nacht, voor lage stem
- Op. 37: De gefopte vogelaar. Een lustig liedeken voor lichte stem (1899)[6]
- Op. 38: Instantaneetjes uit de kinderwereld, I. Gedichtjes van Freia (1899)[6]
- Op. 39: Ach, nur ein Viertelstündchen (mezzo-sopr.)
- Op. 41: Ons Hollandsch lied, feestzang, gemengd koor
- Op. 42: Instantaneetjes uit de kinderwereld, II
- Op. 43: Zwei enste Lieder für eine tiefe Stimme
- Op. 44: Rondedans voor onze kinderen
- Op. 45: Tweestemmige miniatuurtjes voor jongens en meisjes. Woorden van J.D.C. van Dokkum
- Op. 46: Een vaderl. Lied van Michiel de Ruyter, kinderkoor
- Op. 47: Heidekoninginnetje, een klaviersprookje. Van kleine Frits. Mijn lieveken, zeg, herinnert ge ’t U?, eenstemmig met piano. De boomen ruischen, sopraan en bariton of alt. Welkom aan Moeder en kind (J.D.C. van Dokkum), voor 1 zangst. Met piano. Woorden van Hilda. Teekeningen van J. Bernhardina Bokhorst
- Op. 48:  Idylle, hooge stem
- Op. 49: Brechtjebuur. Een liedeken op snaakschen trant, woorden J.D.C. van Dokkum
- Op. 50: Van de zeven zonnestraaltjes. Cantate voor vrouwen- en meisjeskoor met pianobegeleiding. Gedicht van Ca. Ha. De Jong (1905)
- Op. 51: Silhouetten. Gedichtjes van Freia. Doll.-Deutsche Ausgabe
- Op. 52: Kleengedichtjes (Gezelle) (1904)[7]
- Op. 53: Bruidsdans voor tweestemmig koor of solo-stemmen en piano
- Op. 54: Madonnakindje: gedicht van Louise de Clercq, muziek van Cath. Van Rennes (1906)[7]
- Op. 55: Oud-Fransche kerstliederen, een- of meerst. koor
- Op. 56: Eenzaam moedertje
- Op. 57: Oud-Fransche kerstliederen bewerkt voor één of tweestemmig koor
- Op. 58: Komt en ’n beidt niet meer (Gezelle)
- Op. 59: Zwaluwenvlucht [Schwalbenflug]. 6 tweestemmige liederen
- Op. 60: Tsamenspraek van de Kinderkens met het Kerstkindtjen, voor Kinderkoor en sopraansolo met pianobegeleiding
- Op. 61: de kluchtige avonturen van Pop Topay, een boekje met liedjes met teekeningen van mevr. Middingh-Bokhorst
- Op. 62: Speelsche wijsjes. Zeven kinderliedjes met pianobegeleiding. Autorisierte deutsche Übersetzung von Cornelia Voûte (1911)
- Op. 63: Ruim baan! Meerstemmig koor voor vrouwen- en kinderstemmen met pianobegeleiding. Gedicht van Marie Koenen
- Op. 70: Een lied voor Koning Albert. Gedicht van René de Clercq. Voor lage stem
- Op. 72: In de Kerstdagen. Een bundel van geliefde kerstmelodieën met Hollandschen tekst, bewerkt voor tweestemmig vrouwen- en kinderkoor met begeleiding van piano of orgel
- Op. 75: Zondagmorgen met onze kinderen: 44 één- en tweestemmige liederen bijeengebracht en bewerkt door Catharina van Rennes. Heft II
- Op. 77: Stedelied van Utrecht. Met woorden van F. van der Elst-Boonzajer. Aan Utrecht’s burgemeester Dr.J.P. Fockema Andreae in hoogachting opgedragen.
- Vaders verjaardag. Een liedje met pianobegeleiding voor vroolijke kinderen, op. 3 woorden van C.E.
- Speelse wijsjes:16 uitgezochte liedekes
- Lentebloemen. Kinderzangspel. Tekst van C.M. van Hille-Gaerthé
- Kerstcantate van. Cath. Bruining op bekende kindermelodieën van Cath. Van Rennes